# Poblat ibèric de Sant Sebastià de la Guarda
|  | Aquest article tracta sobre el jarciment ibèric. Vegeu-ne altres significats a «Conjunt Monumental de Sant Sebastià de la Guarda». |

Sant Sebastià de la Guarda o Sant Sebastià de la Guaita és un poblat ibèric situat al terme municipal de Palafrugell, al Baix Empordà, declarat Bé cultural d'interès local.
S'hi accedeix des de Palafrugell a través de l'autovia que va a Llafranc i d'ací cap al far de Sant Sebastià, o per la carretera que va de Palafrugell a Tamariu. En aquest cas, s'ha d'agafar un desviament (indicat) que duu cap al cim de la muntanya de Sant Sebastià. El jaciment se situa al cim de la muntanya, a 156 metres d'altitud sobre el nivell del mar. Aquesta muntanya, en entrar al mar, forma el cap de Sant Sebastià. Forma pert del Conjunt Monumental de Sant Sebastià de la Guarda.

## Descripció
El jaciment està datat entre els segles VI a I aC, quan s'imposà la nova societat romana en el territori, encara que en algunes excavacions s'han trobat materials del segle vi aC. Es poden veure fins a quatre cases ibèriques de dues habitacions cadascuna i que es disposen en diversos carrers, formant una superfície d'uns 300 metres quadrats. A més a més s'han descobert quinze sitges o dipòsits excavats a la roca i un forn. Possiblement aquest assentament va concloure la seua activitat amb l'arribada dels romans a Llafranc.

## Història
El poblat ibèric de Sant Sebastià de la Guarda fou descobert pels volts de 1960 per Joan Badia i Homs qui, juntament amb un grup de palafrugellencs, portà a terme les primeres prospeccions per delimitar-ne l'extensió física i en el temps en publicà la primera notícies l'any 1966.
Les primeres excavacions programades s'iniciaren l'any 1984 i van continuar fins a l'any 1987. Amb les obres de remodelació de l'antiga hostatgeria, als anys noranta, es van fer campanyes d'urgència per poder documentar les noves troballes, ja que el jaciment arqueològic també s'estén per sota de les construccions. Des de 1998 la Universitat de Girona, en conveni amb l'Ajuntament de Palafrugell, ha fet campanyes anuals per millorar el coneixement del jaciment i consolidar-lo.
En el període 1998-2009 s'hi van dur a terme excavacions en extensió i en produnditat a l'àrea oberta i exempte de construccions que s'estén a tocar del petit oratori de Sant Baldiri. Aquesta part del jaciment es pot veure, museïtzada i senyalitzada.